# Shawn Daivari
Dara Daivari (né le 30 avril 1984) est un catcheur américain. Il est connu sous le nom Shawn Daivari. Il travaille actuellement à la World Wrestling Entertainment comme producteur.

## Carrière

### Débuts (2002-2004)
Daivari commence sa carrière à la Mid American Wrestling, une fédération du Wisconsin, le 20 avril 2002 où avec Jarrod The Jackal il perd un match en équipe face à Barfly Mike et Hardcore Craig.

### Ring of Honor (2004)
Le 24 avril 2004 lors de ROH Reborn, il perd avec Delirious contre Justin Credible et Masada. Le 17 juillet lors de Do or Die III, il perd contre Rainman. Le 23 juillet lors de la première partie de Death before dishonor, il perd contre The Great Kazuchi. Le 24 juillet lors de la deuxième partie de Death before dishonor, il perd  six way match impliquant Danny Daniels, Delirious, Matt Sydal, The Great Kazushi et Trent Acid au profit de ce dernier.

### World Wrestling Entertainment (2003-2007)
Le 3 décembre 2006 à December to Dismember, il perd contre Tommy Dreamer.
Le 18 février 2007, lors de No Way Out 2007, il perd contre Scotty 2 Hotty.

### Total Nonstop Action Wrestling (2008-2009)

#### X Division Champion (2008-2009)
Le 14 septembre lors de No Surrender 2008, il bat Petey Williams et Consequences Creed dans un 3-Way Dance match et remporte le TNA X Division Championship,. Le 12 octobre lors de Bound for Glory IV, il bat Consequence Creed. Le 7 décembre lors de Final Resolution '08, il perd le titre de la X-Division au profit de Eric Young après 84 jours de règne.
Le 19 avril à Lockdown '09, il perd un 5-Way Six sides of steel match pour le titre de la X-Division contre Suicide, impliquant également Consequences Creed, Jay Lethal et Kiyoshi. Le 24 mai à Sacrifice '09, Alex Shelley, Chris Sabin & Sheik Abdul Bashir perdent contre Consequences Creed, Eric Young & Jay Lethal.

#### World Elite et Départ (2009)
Le 20 décembre 2009 lors de Final Resolution '09, il participe à la feast or fired battle royal et parvient à récupérer une des quatre mallettes, cependant la mallette qu'il remporta le fit renvoyé de la TNA.

### Retour à la Ring of Honor (2010)
Lors de Glory By Honor IX, il perd contre Eddie Edwards et ne remporte pas le ROH World Television Championship.

### Retour sur le Circuit Indépendant (2010-2018)
Le 5 mars 2016 lors de DREAMWAVE Road to Anniversary VII, Darin Corbin & Shawn Daivari battent Ariya Daivari & Ruff Crossing. Le 9 avril 2016 lors de DREAMWAVE Anniversary VII, Darin Corbin, Marshe Rockett, Shawn Daivari & Vic Capri perdent contre Arik Cannon, Ariya Daivari, Brubaker & Ruff Crossing.

### Second retour à la World Wrestling Entertainment (2018-2020)
Le 27 avril lors du Greatest Royal Rumble, il apparaît avec son frère Ariya Daivari pour insulter les talents saoudiens de la WWE, ces derniers mettront les frères Daivari K.O.
Le 28 janvier 2019, il est annoncé que Shawn Daivari venait de signer un contrat avec la WWE pour être producteur.
Le 15 avril 2020, la World Wrestling Entertainment annonce son licenciement en raison des restrictions d'effectif dues à la crise de COVID-19 dans le monde.

### Retour à Impact Wrestling (2020-2021)
Il fait son retour à IMPACT lors de Bound for Glory en participant au Call Your Shot Gauntlet, il rentre en 2ème position et il se éliminer par Brian Myers et Swoggle. 
Le 14 novembre lors de Turning Point 2020, Daivari affronte Eddie Edwards mais il perd le match. Lors de Genesis, Daivari perd lors du premier tour de la Super X-Cup contre Cousin Jake.

### Major League Wrestling (2021)
Le 20 janvier 2021, Daivari fait ses débuts à la MLW en rejoignant le clan Contra Unit et en battant Zenshi.

### Troisième retour à la World Wrestling Entertainment (2021-...)
Le 11 juin 2021, il revient à la WWE pour reprendre son rôle de producteur.

## Vie privée
Il a un frère, Ariya Daivari.

## Palmarès
- American Made Wrestling Entertainment
  - 1 fois AMWE Light Heavyweight Champion
- American Wrestling Rampage
  - 1 fois AWR No Limits Champio
- Big Time Wrestling
  - 1 fois BTW Cruiserweight Champion
- Insane Championship Wrestling
  - 1 fois ICW Tag Team Champion avec Ariya Daivari
- Mad Asylum Pro Wrestling
  - 1 fois MAPW Heavyweight Champion
- Midwest Independent Association of Wrestling
  - 1 fois MIAW Lightweight Champion
- NEO-PRO Wrestling
  - 1 fois NEO-PRO Cruiserweight Champion
- Portland Wrestling Uncut
  - 1 fois PWU Pacific Northwest Heavyweight Champion
- Total Nonstop Action Wrestling
  - 1 fois X Division Champion
  - Feast or Fired (2009 – Pink Slip)
- Varsity Pro Wrestling
  - 1 fois VPW Champion